# Diocesi di Gerafi
La diocesi di Gerafi (in latino: Dioecesis Ierafitana) è una sede soppressa e sede titolare della Chiesa cattolica.

## Storia
Gerafi, nell'odierna Algeria, è un'antica sede episcopale della provincia romana della Mauritania Sitifense.
Unico vescovo conosciuto di questa diocesi africana è Vittore, il cui nome appare al 9º posto nella lista dei vescovi della Mauritania Sitifense convocati a Cartagine dal re vandalo Unerico nel 484; Vittore, come tutti gli altri vescovi cattolici africani, fu condannato all'esilio.
Dal 1933 Gerafi è annoverata tra le sedi vescovili titolari della Chiesa cattolica; dal 9 febbraio 2006 il vescovo titolare è Franz Scharl, vescovo ausiliare di Vienna.

## Cronotassi

### Vescovi residenti
- Vittore † (menzionato nel 484)

### Vescovi titolari
- Jean Baptiste Dieter, S.M. † (16 novembre 1953 - 28 giugno 1955 deceduto)
- João Crisóstomo Gomes de Almeida † (18 febbraio 1956 - 18 gennaio 1996 deceduto)
- Vincenzo Apicella (19 luglio 1996 - 28 gennaio 2006 nominato vescovo di Velletri-Segni)
- Franz Scharl, dal 9 febbraio 2006